# Banc (Sant Feliu de Llobregat)
El Banc és una obra modernista de Sant Feliu de Llobregat (Baix Llobregat) inclosa a l'Inventari del Patrimoni Arquitectònic de Catalunya.

## Descripció
Banc de rajola trencada feta a trossos més o menys regulars representant una papallona amb el cos blau, ales de color ocre, vermell-marró i negre. En color verd i dins d'un cercle amb rajos s'hi presenta una àliga a la part del seient. A les cantonades, i en terra cuita una mena de animals fantàstics fan de barana.

## Història
Seient típic modernista i així sembla ésser per la tècnica del trencadís (utilització de trossos de ceràmica com a mosaic per formar-hi decoracions).